# Selecția Națională 2017
Die 21. Selecția Națională fand am 5. März 2017 statt und war die rumänische Vorentscheidung für den Eurovision Song Contest 2017 in Kiew (Ukraine).

## Format
Der rumänische Vorentscheid 2017 wurde im Rahmen von zwei Sendungen abgehalten. Im Halbfinale traten 15 Beiträge an, von denen sich zehn für das Finale qualifizierten. Die zehn Finalisten wurden von einer Jury bestimmt. Im Finale hingegen kam keine Jury mehr zum Einsatz, stattdessen bestimmte reines Televoting darüber, welcher der zehn Finalisten Rumänien beim ESC 2017 vertreten durfte.

## Beitragswahl
Zwischen dem 20. Dezember 2016 und dem 22. Januar 2017 hatten Komponisten die Gelegenheit, einen Beitrag beim rumänischen Fernsehen TVR einzureichen. Insgesamt wurden 84 Beiträge eingereicht, die am 27., 28. und 29. Januar 2017 bei der Live-Audition antraten. 15 Beiträge qualifizierten sich für den Wettbewerb. Die Auditions wurden zwischen dem 5. und 11. Februar auf verschiedenen Sendern des rumänischen Fernsehens ausgestrahlt. Die Sängerin Lora zog ihren Beitrag I Know vom Wettbewerb zurück. Die 15 Teilnehmer wurden am 12. Februar 2017 veröffentlicht.

## Halbfinale
Das Halbfinale fand am 26. Februar 2017 im Studioul Pangratti in Bukarest statt. Die Jury – bestehend aus Andrei Tudor, Adrian Romcescu sowie den ehemaligen ESC-Teilnehmern Paula Seling, Ovidiu Cernăuțeanu und Luminița Anghel – entschied darüber, welche zehn Beiträge sich für das Finale qualifizierten.
| Platz | Startnr. | Interpret                    | Lied Musik (M) und Text (T)                                                                 | Sprache   | Übersetzung (Inoffiziell)    | Juryvoting   | Juryvoting   | Juryvoting         | Juryvoting      | Juryvoting      | Gesamt |
| Platz | Startnr. | Interpret                    | Lied Musik (M) und Text (T)                                                                 | Sprache   | Übersetzung (Inoffiziell)    | Andrei Tudor | Paula Seling | Ovidiu Cernăuțeanu | Luminița Anghel | Adrian Romcescu | Gesamt |
| ----- | -------- | ---------------------------- | ------------------------------------------------------------------------------------------- | --------- | ---------------------------- | ------------ | ------------ | ------------------ | --------------- | --------------- | ------ |
| 01.   | 09       | Ilinca feat. Alex Florea     | Yodel It! M: Mihai Alexandru; T: Alexandra Niculae                                          | Englisch  | Jodle es!                    | 12           | 12           | 12                 | 12              | 12              | 60     |
| 02.   | 15       | Xandra                       | Walk On By M/T: Jonas Gladnikoff, Will Taylor                                               | Englisch  | Geh vorbei                   | 8            | 10           | 8                  | 10              | 10              | 46     |
| 03.   | 13       | MIHAI                        | I Won’t Surrender M/T: Mihai Trăistariu, Michael James Down, Primož Poglajen, Niklas Hast   | Englisch  | Ich werde mich nicht ergeben | 10           | 8            | 10                 | 8               | 8               | 44     |
| 04.   | 02       | Cristina Vasiu               | Set the Skies on Fire M/T: Jonas Thander, Calle Kindbom, Tony Sánchez-Ohlsson               | Englisch  | Setze den Himmel in Brand    | 7            | 7            | 4                  | 7               | 7               | 32     |
| 05.   | 05       | Instinct                     | Petale M: Daniel Alexandrescu, Vlad Alecu; T: Vlad Alecu, Theea Eliza Miculescu             | Rumänisch | Blütenblätter                | 6            | 3            | 5                  | 5               | 5               | 24     |
| 06.   | 04       | Ramona Nerra                 | Save Me M/T: Ramona Nerra, Terri Bjerre, Toddi Reed                                         | Englisch  | Rette mich                   | 3            | 1            | 3                  | 6               | 6               | 19     |
| 07.   | 06       | Eduard Santha                | Wild Child M: Eduard Santha, Marius Alexandru Pop; T: Eduard Santha                         | Englisch  | Wildes Kind                  | 2            | 6            | 7                  | 4               | –               | 19     |
| 08.   | 11       | Maxim feat. Nicolae Voiculeț | Adu-ți aminte M: Adrian Sînă, Nicolae Voiculeț; T: Adrian Sînă, Anca Cojocaru, Andrei Vitan | Rumänisch | Erinnere dich                | –            | 2            | 6                  | –               | –               | 08     |
| 09.   | 07       | Tavi Colen & Emma            | We Own the Night M: Cătălin Tuță-Popescu; T: Cătălin Tuță-Popescu, Anastasia Sandu          | Englisch  | Uns gehört die Nacht         | 1            | –            | 1                  | 2               | 4               | 08     |
| 10.   | 14       | Ana-Maria Miricǎ             | Spune-mi tu M: Liviu Elekes; T: Roxana Elekes                                               | Rumänisch | Sag es mir                   | 4            | –            | –                  | –               | 3               | 07     |
| 11.   | 01       | Elizé & No Stress            | Fără bariere M: Vladimir Pocorschi; T: Eliza Manda                                          | Rumänisch | Keine Barrieren              | –            | –            | 2                  | 3               | 2               | 07     |
| 12.   | 03       | Tudor Turcu                  | Limitless M/T: Bogdan Tomoșoiu, Tudor Turcu, Marius Marin                                   | Englisch  | Grenzenlos                   | –            | 5            | –                  | –               | 1               | 06     |
| 13.   | 08       | Zanga                        | Două sticle M/T: Alexandra Penciu                                                           | Rumänisch | Zwei Flaschen                | 5            | –            | –                  | –               | –               | 05     |
| 14.   | 10       | Alexandra Crăescu            | Hope M/T: Carlos Manuel De Abreu Fernandes                                                  | Englisch  | Hoffen                       | –            | 4            | –                  | 1               | –               | 05     |
| 15.   | 12       | D-lema                       | Adventure M/T: Alex Luft, Denisa Demian                                                     | Englisch  | Abenteuer                    | –            | –            | –                  | –               | –               | 0      |

 Kandidat hat sich für das Finale qualifiziert.

## Finale
Das Finale fand am 5. März 2017 im Studioul Pangratti in Bukarest statt. Ilinca feat. Alex Florea setzten sich mit ihrem Lied Yodel It! gegen die Konkurrenz durch und fuhren für Rumänien zum Eurovision Song Contest nach Kiew.
| Platz | Startnr. | Interpret                    | Lied Musik (M) und Text (T)                                                                 | Sprache   | Übersetzung (Inoffiziell)    | Zuschauerstimmen (Televoting) | Zuschauerstimmen (Televoting) |
| Platz | Startnr. | Interpret                    | Lied Musik (M) und Text (T)                                                                 | Sprache   | Übersetzung (Inoffiziell)    | Stimmen                       | %                             |
| ----- | -------- | ---------------------------- | ------------------------------------------------------------------------------------------- | --------- | ---------------------------- | ----------------------------- | ----------------------------- |
| 01.   | 02       | Ilinca feat. Alex Florea     | Yodel It! M: Mihai Alexandru; T: Alexandra Niculae                                          | Englisch  | Jodle es!                    | 10.377                        | 32,7 %                        |
| 02.   | 05       | MIHAI                        | I Won’t Surrender M/T: Mihai Trăistariu, Michael James Down, Primož Poglajen, Niklas Hast   | Englisch  | Ich werde mich nicht ergeben | 05.201                        | 16,4 %                        |
| 03.   | 08       | Instinct                     | Petale M: Daniel Alexandrescu, Vlad Alecu; T: Vlad Alecu, Theea Eliza Miculescu             | Rumänisch | Blütenblätter                | 03.063                        | 09,7 %                        |
| 04.   | 06       | Maxim feat. Nicolae Voiculeț | Adu-ți aminte M: Adrian Sînă, Nicolae Voiculeț; T: Adrian Sînă, Anca Cojocaru, Andrei Vitan | Rumänisch | Erinnere dich                | 02.801                        | 08,9 %                        |
| 05.   | 04       | Alexandra Crăescu            | Hope M/T: Carlos Manuel De Abreu Fernandes                                                  | Englisch  | Hoffen                       | 02.556                        | 08,0 %                        |
| 06.   | 10       | Cristina Vasiu               | Set the Skies on Fire M/T: Jonas Thander, Calle Kindbom, Tony Sánchez-Ohlsson               | Englisch  | Setze den Himmel in Brand    | 02.222                        | 07,0 %                        |
| 07.   | 09       | Ramona Nerra                 | Save Me M/T: Ramona Nerra, Terri Bjerre, Toddi Reed                                         | Englisch  | Rette mich                   | 02.102                        | 06,7 %                        |
| 08.   | 03       | Eduard Santha                | Wild Child M: Eduard Santha, Marius Alexandru Pop; T: Eduard Santha                         | Englisch  | Wildes Kind                  | 01.331                        | 04,2 %                        |
| 09.   | 07       | Tavi Colen & Emma            | We Own the Night M: Cătălin Tuță-Popescu; T: Cătălin Tuță-Popescu, Anastasia Sandu          | Englisch  | Uns gehört die Nacht         | 01.128                        | 03,6 %                        |
| 10.   | 01       | Ana-Maria Miricǎ             | Spune-mi tu M: Liviu Elekes; T: Roxana Elekes                                               | Rumänisch | Sag es mir                   | 0913                          | 02,9 %                        |